# 並木伸一
並木 伸一（なみき しんいち、1969年12月23日 - 2020年12月22日）は、日本の男性声優。81プロデュース所属。神奈川県出身。

## 人物
趣味・特技は料理、オートバイ、オーディオ&ビジュアル。
2020年12月22日死去。50歳没。51歳の誕生日の前日に亡くなった。

## 出演作品
※太字はメインキャラクター。

### テレビアニメ
1998年
- ああっ女神さまっ 小っちゃいって事は便利だねっ（武装ネズミ）
- 彼氏彼女の事情（クラスメイト）
- 爆走兄弟レッツ&ゴー!! MAX（テリー）
- ヨシモトムチッ子物語（ゲンゴロウ・シマキ）

1999年
- KAIKANフレーズ（オーナー2）
- 鋼鉄天使くるみ（客、町の人々）
- 週刊ストーリーランド（僧侶2、ガヤ）
- ゾイド -ZOIDS-（1999年 - 2000年、ジャッロ）
- 装甲救助部隊レストル（ジン、科学者）

2000年
- グラビテーション（レポーターC）
- とっとこハム太郎（サンタ）
- はじめの一歩（松田、練習生）

2001年
- 犬夜叉（村人）
- グラップラー刃牙（石丸コーチ、千葉・弟 他）

2002年
- レッチュ ゲッチュ サルゲッチュ（ピポサル）

2003年
- 明日のナージャ（庭師）

2004年
- 名探偵コナン（2004年 - 2010年、釣り人、強盗犯C）

2006年
- サルゲッチュ 〜オンエアー〜（ピポトロンG、お殿サル、ムコサル 他）
- MAJOR 2nd season（倉本）

2007年
- D.Gray-man（村人B）
- まめうしくん（2007年 - 2008年、どんぐま）

2008年
- ゴルゴ13（サム、ニコ、厩舎の係員）
- スケアクロウマン（楽団C）

### OVA
- アイドルプロジェクト（1997年）
- 菜々子解体診書（1999年、私兵）
- 真ゲッターロボ対ネオゲッターロボ（2000年、恐竜兵士）
- さばくの国の王女さま（2001年）[9]
- マリンとヤマト 不思議な日曜日（2001年、おじさん）
- アーリーレインズ（2003年、商人）
- やなせたかしメルヘン劇場
  - ロボくんとことり（2008年、カバ）
  - いねむりおじさん（2008年、ゴリラ）
  - てんしのぐらたん（2008年、どた・ばたの父）
  - わらうぼうし リトル・ボオ（2008年、あざらし）

### 劇場アニメ
- 劇場版ポケットモンスター セレビィ 時を超えた遭遇（2001年、オドシシ）
- 劇場版 サルゲッチュ 黄金のピポヘル・ウッキーバトル（2002年、カゲサル[10]）
- やなせたかしシアター ロボくんとことり（2012年、カバ）

### ゲーム
- serial experiments lain（1998年）
- ガーディアンリコール 〜守護獣召喚〜（PlayStation版）（1998年、天龍）
- シェンムー（1999年、陳大人）
- ガチャメカスタジアム サルバト〜レ（2004年、ピポサル）
- F.E.A.R.（2005年、ノートン・メイプス）

### ドラマCD
- おまけの小林クン（2000年、佐藤丹治）

### テレビ番組
- NHK高校講座 ベーシック国語（ナレーション）
- おかあさんといっしょ ぼくのともだち（れいぞうこくん 他）
- のりスタ!（べいやん）
- ひとりでできるもん!（パオ太郎）
- ひとりでできるもん!どきドキキッチン（タナカタロー）

### 吹き替え

#### 映画
- アリゲーター/愛と復讐のワニ人間（プレウ）
- 200本のたばこ（ディヴ）
- ブレイク・スルー 極秘機動部隊

#### アニメ
- きかんしゃトーマス[11]（ハリー〈初代〉、バート〈初代〉）※テレビ東京版、NHK版
  - きかんしゃトーマス みんなあつまれ!しゅっぱつしんこう（ハリー、バート）
  - きかんしゃトーマス ディーゼル10の逆襲（ハリー、バート）
- ダグ（ウィリー）

#### 人形劇
- ユリーカのお城（ボッグ）

### ボイスオーバー
- 日立 世界・ふしぎ発見!